# Moorlinch
Moorlinch is een civil parish in het bestuurlijke gebied Sedgemoor, in het Engelse graafschap Somerset met 408 inwoners.